# Emily Shearman
Emily Shearman (* 23. März 1999 in Palmerston North) ist eine neuseeländische Bahnradsportlerin, die auf Ausdauerdisziplinen spezialisiert ist.

## Sportlicher Werdegang
Shearman begann im Alter von 13 Jahren mit dem Radsport, nachdem sie zuvor Triathlon betrieben, aber wegen Patellasehnen-Problemen beim Laufen aufgegeben hatte. Als Juniorin gewann sie Titel und Medaillen bei Ozeanien-Meisterschaften. Mit der neuseeländischen Mannschaft nahm sie 2016 und 2017 an den Junioren-Weltmeisterschaften in Europa teil und war jeweils Vize-Weltmeisterin in der Mannschaftsverfolgung; die Anreise hatte sie teilweise durch eine Spendenkampagne finanziert.
Altersbedingt in die Elite aufgerückt, wurde sie ins Entwicklungsteam des neuseeländischen Verbands aufgenommen; 2019 war sie Mitglied des neuseeländischen Mannschaftsverfolgung-Teams, das bei den Ozeanien-Meisterschaften und im Weltcup-Lauf von Hongkong siegte.
Danach schloss sich eine fast zweijährige Wettkampfpause an, nicht nur bedingt durch die Corona-Pandemie, sondern weil ihr eine Herzrhythmusstörung (inadäquate Sinustachykardie) diagnostiziert wurde. Nachdem diese ausgeheilt war, kam sie 2022 zurück in den Sport und wurde für die Commonwealth Games selektiert, wo sie mit dem Team Silber in der Mannschaftsverfolgung holte. Zugleich studierte sie Psychologie an der Massey University und erreichte 2023 einen Bachelor-Abschluss.
2023 und 2024 entwickelte sich der neuseeländische Bahn-Vierer zu einem der besten der Welt und gewann mehrfach im Nations Cup; bei den Weltmeisterschaften 2023 musste Shearman im Verbund mit Ally Wollaston, Bryony Botha und Michaela Drummond nur Großbritannien den Vortritt lassen, das neuseeländische Team wurde Vize-Weltmeister. Bei den Olympischen Spielen 2024 in Paris gewann Shearman als Mitglied der neuseeländischen Teams die Silbermedaille in der Mannschaftsverfolgung.
Neben ihren Erfolgen in der Mannschaftsverfolgung gewann Shearman regelmäßig Medaillen in anderen Ausdauerdisziplinen bei Landes- und Ozeanien-Meisterschaften. Im Straßenradsport beteiligte sie sich wiederholt an den nationalen Meisterschaften, bislang ohne Podiumsplatzierungen.

## Erfolge
2015
 Ozeanien-Meisterin 2016 (Junioren) – Omnium, Punktefahren
 Ozeanien-Meisterschaften 2016 (Elite) – Mannschaftsverfolgung (mit Libby Arbuckle, Holly Blakely, Nicole Shields und Ellesse Andrews)
2016
 Weltmeisterschaften (Junioren) – Mannschaftsverfolgung (mit Michaela Drummond, Kate Smith und Nicole Shields)
 Ozeanien-Meisterin 2017 (Junioren) – Einerverfolgung, Mannschaftsverfolgung (mit Ellesse Andrews, Nicole Shields und Kate Smith)
 Ozeanien-Meisterschaften 2017 (Junioren) – Zeitfahren, Punktefahren, Scratch
2017
 Weltmeisterschaften (Junioren) – Mannschaftsverfolgung (mit Ellesse Andrews, Nicole Shields und Kate Smith)
2018
 Neuseeländische Meisterin – Madison (mit Jessie Hodges)
 Ozeanien-Meisterschaften 2019 – Mannschaftsverfolgung (mit Ellesse Andrews, Nicole Shields und Jessie Hodges)
2019
 Ozeanien-Meisterin 2020 – Mannschaftsverfolgung (mit Kirstie James, Nicole Shields und Jessie Hodges)
 Weltcup in Hongkong – Mannschaftsverfolgung (mit Ally Wollaston, Nicole Shields, Michaela Drummond und Jessie Hodges)
2022
 Commonwealth Games – Mannschaftsverfolgung (mit Ellesse Andrews, Bryony Botha und Michaela Drummond)
2023
 Nations Cup in Jakarta – Mannschaftsverfolgung (mit Ally Wollaston, Bryony Botha und Michaela Drummond)
 Ozeanien-Meisterschaften – Omnium, Einerverfolgung, Madison (mit Rylee McMullen)
 Weltmeisterschaften – Mannschaftsverfolgung (mit Ally Wollaston, Bryony Botha und Michaela Drummond)
2024
 Nations Cup in Adelaide – Mannschaftsverfolgung (mit Ally Wollaston, Bryony Botha, Samantha Donnelly und Michaela Drummond)
 Nations Cup in Hongkong – Mannschaftsverfolgung (mit Nicole Shields, Bryony Botha und Samantha Donnelly)
 Ozeanien-Meisterin – Mannschaftsverfolgung (mit Ally Wollaston, Bryony Botha, Michaela Drummond und Nicole Shields)
 Ozeanien-Meisterschaften – Scratch, Einerverfolgung
 Ozeanien-Meisterschaften – Omnium, Punktefahren
 Neuseeländische Meisterin – Omnium, Madison (mit Bryony Botha)
 Olympische Spiele – Mannschaftsverfolgung (mit Bryony Botha, Nicole Shields und Ally Wollaston)
2025
 Ozeanien-Meisterin – Omnium, Mannschaftsverfolgung (mit Samantha Donelly, Bryony Botha, Prudence Fowler und Rylee McMullen)
 Ozeanien-Meisterschaften – Einerverfolgung, Madison (mit Rylee McMullen)